# Кетерме (Баткенская область)
Кетерме (кирг. Көтөрмө) — село в Кадамжайском районе Баткенской области Кыргызстана. Входит в состав айылного аймака Орозбеков.

## География
Село расположено в восточной части области, на расстоянии приблизительно 17 километров (по прямой) к востоко-юго-востоку от города Кадамжай, административного центра района. Абсолютная высота — 1799 метров над уровнем моря.

## Население
Согласно оценочным данным Национального статистического комитета Кыргызской Республики, численность населения села на начало 2023 года составляла 753 человека.
| год     | 2009 | 2014 | 2015 | 2020 | 2021 | 2023 |
| ------- | ---- | ---- | ---- | ---- | ---- | ---- |
| человек | 563  | 681  | 652  | 732  | 733  | 753  |